# Parafia św. Apostołów Filipa i Jakuba w Osielcu
Parafia Świętych Apostołów Filipa i Jakuba w Osielcu – parafia rzymskokatolicka w Osielcu należąca do dekanatu Maków Podhalański archidiecezji Krakowskiej. Erygowana w 1842.
Od 1939 do 1967 proboszczem parafii był ks. Ferdynand Wawro.
Od 2018 proboszczem parafii jest ks. mgr Tadeusz Tokarz.
Na terenie parafii mieszka także ks. kan. Stanisław Skowronek, który był proboszczem parafii w latach 1994–2018.